# Eupithecia inconclusaria
Eupithecia inconclusaria es una especie de polilla de la familia Geometridae. La especie fue descrita por primera vez por Francis Walker habiendo sido descrita en 1862, con distribución en Sudáfrica. El holotipo de la especie fue descrita en la región de Mkhachkala, Petrovsk. Otros sintipos han sido descritas en Viena, los bosques del monte Kenia y en Suiza. Basado en estructuras morfológicas, Vojnits presentó la E. centaureata como grupo de especies, el cual fue detallado luego por Mironov en 2003. Cuenta con dos subespecies: Eupithecia centaureata dagestani.Vojnits, 1977 y Eupithecia centaureata dsharkendi Vojnits, 1977

## Descripción
Se trata de una especie muy característica, de color pajizo con muchas líneas marrones sobre las alas anteriores y el tórax. Tiene una pequeña mancha celular y rayas reniformes oscuras más allá de la línea posmediana, línea media a menudo sin marcas. Las alas posteriores son de color pajizo simple con bordes más oscuros.

## Ciclo de vida
Las orugas suelen ser vistas alimentándose de lamiáceas. Se ven adultos durante todo el año, principalmente de septiembre a diciembre. La polilla está adaptada a hábitats áridos, en el biomas Karoo, en desiertos y otras regiones áridas. Se lo ve con frecuencia en las provincias del Cabo de Sudáfrica y Namibia.